# 放射
放射（ほうしゃ、英: radiation）は、粒子線（アルファ線、ベータ線など）や電磁波（光など）が放出されること、または放出された粒子線や電磁波そのものをいう。

## 名称
かつては輻射（ふくしゃ）と呼ばれていたが、太平洋戦争後の当用漢字表に「輻」の字が含まれなかったため、呼称が変更された。なお、「輻」は現在の常用漢字にも含まれていない。

## 種類

### 熱放射
あらゆる物体は、自身の持つ熱を電磁波として放射し続けている。赤外線カメラは、熱放射の赤外線により感光するため、暗闇でも対象物を撮影することができる。また、太陽光が届かない宇宙空間において、熱源の無い宇宙探査機や人工衛星が極端に冷えてしまうのはこのためである。熱放射は、常温では目には見えないが、物体の温度が高くなるにつれて強くなる（プランクの法則）。高温に熱した物体が光って見えるのはこのためである。ブラックホールからの熱放射はホーキング放射という。

### 電磁放射
無線通信においては、アンテナに対して高周波の電気信号を入力し、それにより放射される電波を利用して通信を行う。
また、荷電粒子線に磁場をかけて曲げるとX線が放出される（制動放射）。 粒子線が高速のときは電磁波が前方にまとまった光（放射光）として観測される。

### 放射性物質
ウランやプルトニウムのような放射性物質（原因となる原子単体では放射性核種）は、原子核が崩壊するときに放射線を出す（放射能）。

### 励起・叩き出し・強電界
電子放射または電子放出（英: electron emission）
熱電子放射または熱電子放出（英: thermionic emission）
物質が加熱されると内部の電子がエネルギーを受け取り（熱励起）、外部に飛び出す。
光電子放射または光電子放出（英: photo-electron emission）
光によって電子が励起され（光励起）、放出される。
二次電子放射または二次電子放出（英: secondary emission）
物質に照射された粒子線が、直接あるいは間接的に電子（二次電子）を叩き出す。
高電界放射または電界電子放出（英: high voltage emission, field emission）
物質表面にかかる強い電界により電子が外部へ放出される。